# Żywiec Zdrój
Żywiec Zdrój S.A. – przedsiębiorstwo będące częścią grupy spółek Danone, zajmujące się produkcją wody i napojów. Jego siedziba zlokalizowana jest w Cięcinie, gdzie znajduje się również źródło, z którego czerpana jest woda oferowana przez firmę (źródło wypływające ze Wzgórza Abrahamów na terenie Żywieckiego Parku Krajobrazowego).

## Historia
Przedsiębiorstwo to zostało założone przez Mieczysława i Stanisława Bizonia, Mirosława Glucha oraz Joachima Materla pod koniec 1990 roku jako spółka cywilna. Po uzyskaniu przez nich niezbędnych pozwoleń i skompletowaniu parku maszynowego, 23 kwietnia 1993 roku z linii produkcyjnej zeszła pierwsza butelka niegazowanej wody źródlanej. W tym samym roku Żywiec Zdrój zaczął również produkcję wody gazowanej. Okres największych zmian i najbardziej dynamicznego rozwoju przypadał na lata 1994–2001. W lipcu 1998 roku został uruchomiony drugi zakład produkcyjny w Cięcinie, natomiast dwa lata później firma rozpoczęła produkcję wody gazowanej w fabryce w Mirosławcu. Później w 2001 roku firma została przekształcona w spółkę akcyjną i dołączyła do grupy spółek Danone. W 2005 roku w Jeleśni została otwarta kolejna fabryka. W tym samym roku na rynek trafił również Żywiec Zdrój Smako-Łyk, czyli pierwszy napój w ofercie firmy. Następnie w 2010 Żywiec Zdrój otworzył swoją czwartą fabrykę w Rzeniszowie.
Na początku postać z etykiety Żywiec Zdrój nawiązywała do wizerunku cesarza Franciszka Józefa, który był mocno związany z Żywiecczyzną (miało to podkreślać pochodzenie wody z tych terenów). W następnych latach jego udział w logo zmniejszał się na rzecz wzgórza Abrahamów, aż w końcu zniknął z niego zupełnie.

## Produkty
- Żywiec Zdrój Niegazowany
- Żywiec Zdrój Gazowany (Mocny Gaz lub Lekki Gaz)
- Żywiec Zdrój w szklanej butelce (niegazowany lub gazowany)
- Żywiec Zdrój dla dzieci (Głupawka, Maskotka lub Zdrojek)
- Żywiec Zdrój ze smakiem owoców (brzoskwinia, limonka, malina lub poziomka)
- Żywiec Zdrój z nutą owoców (pomarańcza i mango, limonka i mięta, truskawka, cytryna, jabłko, wiśnia, malina, limonka, poziomka lub brzoskwinia)
- Żywiec Zdrój Ice Tea (zielona herbata i gruszka, zielona herbata i mięta, czarna herbata cytryna i limonka lub czarna herbata brzoskwinia i pomarańcza)
- Żywiec Zdrój Lemoniada (cytryna, limonka lub arbuz)
- Żywiec Zdrój Soczysty (truskawka lub jabłko)
- Żywiec Zdrój Essence (cytryna i bazylia, mandarynka i trawa cytrynowa lub ogórek i limonka)
- Żywiec Zdrój Sparkles (green lime, garden berries lub virgin mint)
- Żywiec Zdrój Cytryna/Pomarańcza na gazie